# Fédération internationale des employés, techniciens et cadres

## Histoire
La Fédération internationale des employés, techniciens et cadres (FIET) était une organisation syndicale internationale, fondée en 1904 et officiellement lancée sous ce nom en 1921.
En 1904, un bureau international a été établi à Amsterdam puis en 1910, un secrétariat international des employés commerciaux a été fondé à Hambourg, qui a été dissous au début de la Première Guerre mondiale.
Du 10 au 12 août 1921, le Congrès de la Fondation FIET a eu lieu à Vienne. L’organisation a d’abord été principalement européenne mais après la Seconde Guerre mondiale, l’expansion mondiale a suivi.
En 1994, la FIET avait environ 11 millions de membres. Le 1er janvier 2000, l’organisation pour créer l’UNI World Trade Union.
En 2000, alors qu'elle représente 11 millions de travailleurs du secteur privé des services (~ 400 syndicats dans 120 pays), elle a fusionné avec la Fédération graphique internationale (IGF), Communications International (CI) et Media and Entertainment International (MEI) pour créer l'Union Network International.

## Dirigeants

### Secrétaires Généraux
1904: Max Josephson
1910: Edo Fimmen
1921: Gerrit Smit
1934: Willem Spiekman
1958: Erich Kissel
1973: Heribert Maier
1989: Phillip Jennings

### Présidents
1921: Otto Urban
1933: Joseph Hallsworth
1947: Oreste Capocci
1949: James Young
1955: Friedrich Hillegeist
1960: Algot Jonsson
1962: Joe Hiscock
1964: James Suffridge
1970: Alfred Allen
1976: Gunter Stephan
1983: Tom Whaley
1987: Bengt Lloyd
1991: Jochen Richert
1994: Gary Nebeker
1999: Maj-Len Remahl